# バンドネオンの嘆き
「バンドネオンの嘆き」（Quejas de bandoneón）は、フアン・デ・ディオス・フィリベルトが作曲のタンゴ。

## 概要
1918年に発表した曲である。
この曲は長い間にわたって様々な楽団のいろいろな解釈により、凝った変奏も付け加えられして演奏されてきた。
アニバル・トロイロ楽団の演奏が、広く聴かれ高い評価を受けているが、フランシスコ・カナロ楽団などのタンゴ黄金期の著名な楽団の演奏も、またよく聴かれている。
モダンタンゴのアストル・ピアソラ楽団、レオポルド・フェデリコ楽団、コンチネンタル・タンゴとされているアルフレッド・ハウゼ楽団など世界の様々なタンゴの楽団により演奏されている。
また、タンゴ舞踊の曲にも、取り入れられることも多い。